# بوني براينت
بوني براينت (بالإنجليزية: Bonnie Bryant)‏ هي كاتِبة وكاتبة للأطفال أمريكية، ولدت في القرن العشرين.

## وصلات خارجية
- بوني براينت على موقع IMDb (الإنجليزية)